# 力道山 (電影)
《力道山》（日语：力道山），是一部由日韓兩国共同製作的電影，內容是有關日籍韓裔的職業摔角手力道山的電影。這部電影在韓國於2004年12月公映，在日本於2006年3月上映。

## 劇情簡介
一九四四年，東京。金信洛立志成為出色的相撲手，卻因為朝鮮人的身份而終日被其他前輩欺負，安排他在相撲道場做些瑣碎工作。某天，空襲警報響起，市內一片混亂，金信洛在街上認識了綾，漸漸對她產生好感。
一天，警方指金信洛偷去他人的銀包，經過一輪追逐後，金信洛在經營相撲運動的大老闆管野面前堅決否認。管野極之欣賞金信洛對相撲的熱誠，便開始提拔他，不僅為他起了「力道山」的稱號，更安排他和綾結婚。
一九五一年。力道山遇上人生一大挫折──不能晉級為正式的比賽選手。失意的力道山終日買醉，結果在酒吧鬧事時認識了摔角手Sakata，再次尋回人生的目標，就是遠赴美國，認識摔角這種世界知名的角力運動。不過三年，力道山已在美國擊敗無數對手，聲名顯赫，其後更把摔角引進日本。一九五四年三月廿六日，力道山與柔道出身的井村合作，在電視直播畫面前擊倒兩名美國選手。
力道山成為日本人眼中的英雄後，漸漸冷落妻子，甚至跟提拔他的管野不咬弦。力道山緊抱摔角王者的寶座，令管野提拔其他新人時困難重重……

## 外部連結
- 韓國映畫：力道山（页面存档备份，存于）